# 36 vues du pic Saint-Loup
36 vues du pic Saint-Loup is een Franse dramafilm uit 2009 onder regie van Jacques Rivette.

## Verhaal
Vlak voor het begin van het zomerseizoen sterft de eigenaar van een klein circus. De rest van het gezelschap doet een beroep op zijn dochter Kate om het circus te redden. Zij verliet het circus vijftien jaar eerder, maar besluit niettemin toch mee te doen. Zo leert ze bij toeval de Italiaan Vittorio kennen. Hij reist een tijdlang met Kate mee.

## Rolverdeling
- Jane Birkin: Kate
- Sergio Castellitto: Vittorio
- André Marcon: Alexandre
- Jacques Bonnaffé: Marlo
- Julie-Marie Parmentier: Clémence
- Hélène de Vallombreuse: Margot
- Tintin Orsoni: Wilfrid
- Vimala Pons: Barbara
- Mikaël Gaspar: Tom
- Stéphane Laisné: Stéphane